# Discoteca do Chacrinha
Discoteca do Chacrinha foi um programa de variedades da televisão brasileira apresentado por Abelardo "Chacrinha" Barbosa em várias emissoras. Foi um dos mais populares programa da televisão brasileira, que lançou muitos ídolos da MPB, contribuindo para a divulgação da música brasileira entre o grande público. Tinha como atração as chacretes, dançarinas que acompanhavam as atrações musicais, com coreografias ousadas e figurinos provocantes, e que transformaram em verdadeiras musas da televisão na década de 1970.

## Histórico
Em 1957, o programa Discoteca do Chacrinha estreou na TV Tupi. Passou depois para a TV Rio e em 1968, para a TV Globo,onde permaneceu até 1972, quando deixou a emissora após desentender-se com o diretor de programação, José Bonifácio de Oliveira Sobrinho, o Boni. Pouco depois, Chacrinha estreava na TV Tupi, enquanto a Globo entrava com um processo na Justiça por quebra de contrato.  Chacrinha ficou alguns anos na Tupi e, no final dos anos 1970, foi para a Band , onde permaneceu até 1982. Naquele ano, voltou para a Globo, a convite do próprio Boni, para comandar um novo programa, o Cassino do Chacrinha, que estreou em 6 de março de 1982. O último programa foi gravado e exibido em 2 de julho de 1988. Chacrinha havia falecido dois dias antes, vítima de câncer de pulmão. 